# Говард Естабрук
Говард Естабрук (англ. Howard Estabrook; 11 липня 1884 — 16 липня 1978) — американський актор, режисер, продюсер і сценарист.

## Біографія
Народився Говард Боллс в Детройті, штат Мічиган, він почав свою кар'єру в 1904 році як театральний актор в Нью-Йорку. Естабрук дебютував в кіно в 1914 році в епоху німого кіно. Він залишив кіно в 1916 році в спробі започаткувати власну справу, але повернувся в 1921 році.
Естабрук працював на керівних посадах у різних студіях, і врешті-решт почав виробляти фільми в 1924 році. Незабаром він знайшов своє покликання в кінодраматургії. Він працював над сценаріями до таких фільмів як Ангели пекла (1930) і Вулиця удачі (1930), за який він був номінований на премію «Оскар». У наступному році він виграв премію Американської кіноакадемії за найкращий адаптований сценарій до фільму Сімаррон.
Естабрук продовжував свою кар'єру сценариста протягом трьох десятиліть, а також займався виробництвом фільмів до своєї смерті 16 липня 1978 року у Вудленд-Гіллз, Лос-Анджелесі, штат Каліфорнія.